# Bordelaise
Cet article possède un paronyme, voir Bordelais.
La race de vache bordelaise est une très ancienne race bovine laitière du Sud-Ouest de la France qui a presque disparu à partir des années 1960. Grâce à un programme de conservation engagé par le Conservatoire des Races d'Aquitaine, elle a pu être relancée et l'effectif de la race progresse régulièrement.

## Origine

### Historique
Cette race est originaire du Sud-Ouest de la France et plus particulièrement de l'ancienne Guyenne et du Bordelais. L'origine des races anciennes n'est jamais bien connue. Les premières citations de la race apparaissent dans un ouvrage de 1840. La race bordelaise est ensuite citée par la majorité des ouvrages de référence de zootechnie du XIXe siècle et début du XXe siècle,. L'origine plus ancienne de cette vieille population est difficile à retracer. Certains imaginent qu'il pourrait s'agir de bétail du rameau celtique introduit par les Anglais durant la guerre de Cent Ans. Au XVIIe siècle, l'arrivée de Hollandais venus mettre en valeur les zones marécageuses des bords de Gironde et Dordogne, pourraient avoir amené des animaux issus des régions plus nordiques. Dans une publication de 1878, Sanson, adepte de la méthode d'identification craniologique, évoque une parenté  avec les races irlandaises.
Traditionnellement, cette race était élevée dans les palus de la Gironde (zone humide entre la rivière et les coteaux viticoles) et fournissait Bordeaux en lait et beurre. Au XIXe siècle une épidémie de pleuropneumonie contagieuse bovine en 1870-1872 aurait décimé la population de Gironde et quelques individus rescapés dans le troupeau de château Giscours, seraient mis à contribution pour redémarrer la production et la race est à nouveau exposée en 1894. Cette histoire reproduite dans différents ouvrages ne prend pas en compte la réalité de la race bordelaise à cette époque. En effet, à cette époque, les propriétaires de châteaux viticoles sélectionnaient un type de robe finement mouchetée qu'ils appréciaient (dite « pigaillée ») mais qui ne représentait qu'une toute petite partie de la population bovine bordelaise. Dans la réalité, la race bordelaise était très majoritairement constituée d'animaux à robe pie noire, plus largement tachetée (dénommée bayret ou beyrette). Ces dernières étant les plus nombreuses et meilleures laitières, abondantes dans toutes les fermes. Au début du XXe siècle, la bordelaise se diffuse dans les départements des Basses-Pyrénées, Landes, Lot-et-Garonne, Charentes, Dordogne. Elle devient la race laitière la plus abondante et la plus représentée dans tout le sud-ouest. L'effectif de la race est important, atteignant à cette époque au moins 100 000 vaches bordelaises dont 40 000 rien qu'en Gironde.

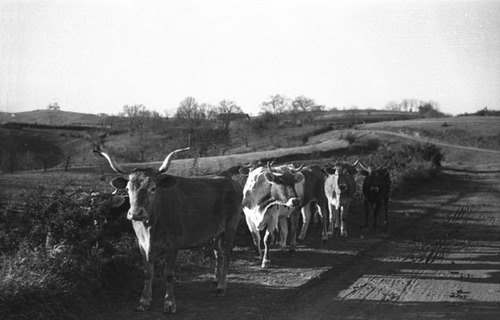
Bétail landais en 1937. La deuxième vache présente la robe beyrette de la bordelaise.

L'esthétique indéniable de la robe mouchetée, dite pigaillée, la race des châteaux, entraîne un engouement pour la race bordelaise. En 1899 est créé un Herd Book de la race bordelaise qui sera modifié en 1903 et qui ne prend en compte que les animaux à robe pigaillée. Ce Herd Book n'aura qu'une portée anecdotique car il ne réunira jamais plus de 800 animaux inscrits, bien loin des milliers de vaches bordelaises qui produisaient le lait et le beurre pour toute la région. Il contribua cependant à la renommée de la race qui fit alors son apparition dans les concours agricoles et notamment au Salon de Paris où elle eut un succès indéniable.
Les choix des sélections encouragés par le Herd Book et les responsables portant sur la robe eurent rapidement pour conséquence de faire baisser la production laitière. Dans une situation de concurrence déjà forte avec l'arrivée de races étrangères telles que la Frisonne, la race bordelaise commencera à décliner fortement en effectif entre les deux guerres mondiales alors qu'elle est encore à l'apogée de sa réputation dans les concours agricoles.
Les individus de type bayret, la race des paysans, sont ignorés des textes et statistiques, mais des documents photos permettent d'en trouver en mélange avec d'autres races. Après la Seconde Guerre mondiale, les statistiques ne donnent que 700 bovins en 1958 et la race disparaît dans  les années 1960 à 1970,.

### Sauvetage et renaissance
Les premières tentatives pour retrouver des animaux de la race bordelaises sont restées vaines, essentiellement parce que les recherches se sont focalisées sur les animaux à robe mouchetée qui, peu nombreux, furent les premiers à disparaitre. C'est en étudiant des archives et l'historique de la race que Régis Ribéreau-Gayon, président du Conservatoire des Races d'Aquitaine comprit l'importance de la robe bayret dans la population bordelaise. Il engagea alors des recherches et des enquêtes qui lui ont  permis de découvrir, à partir de 1985, plusieurs vaches bordelaises parfaitement typées, peu nombreuses mais réparties dans tout le sud-ouest. Certaines d'entre elles avaient des origines en partie croisée mais elles ont pu se reproduire avec des taureaux d'origine bordelaise dans le cadre d'un programme de conservation qui a été démarré dans les années suivantes.
La population bayret, non sélectionnée sur des critères esthétiques de robe, étant largement dominante en nombre dans la population, ce sont des animaux de ce type qui ont essentiellement été retrouvés mais quelques autres possédaient également une robe pigaillée ce qui a permis de relancer la race bordelaise avec l'ensemble des caractères phénotypiques de la race historique. Une quinzaine de familles de vaches ont ainsi été constituées pour conduire la sauvegarde de la race.

## Morphologie

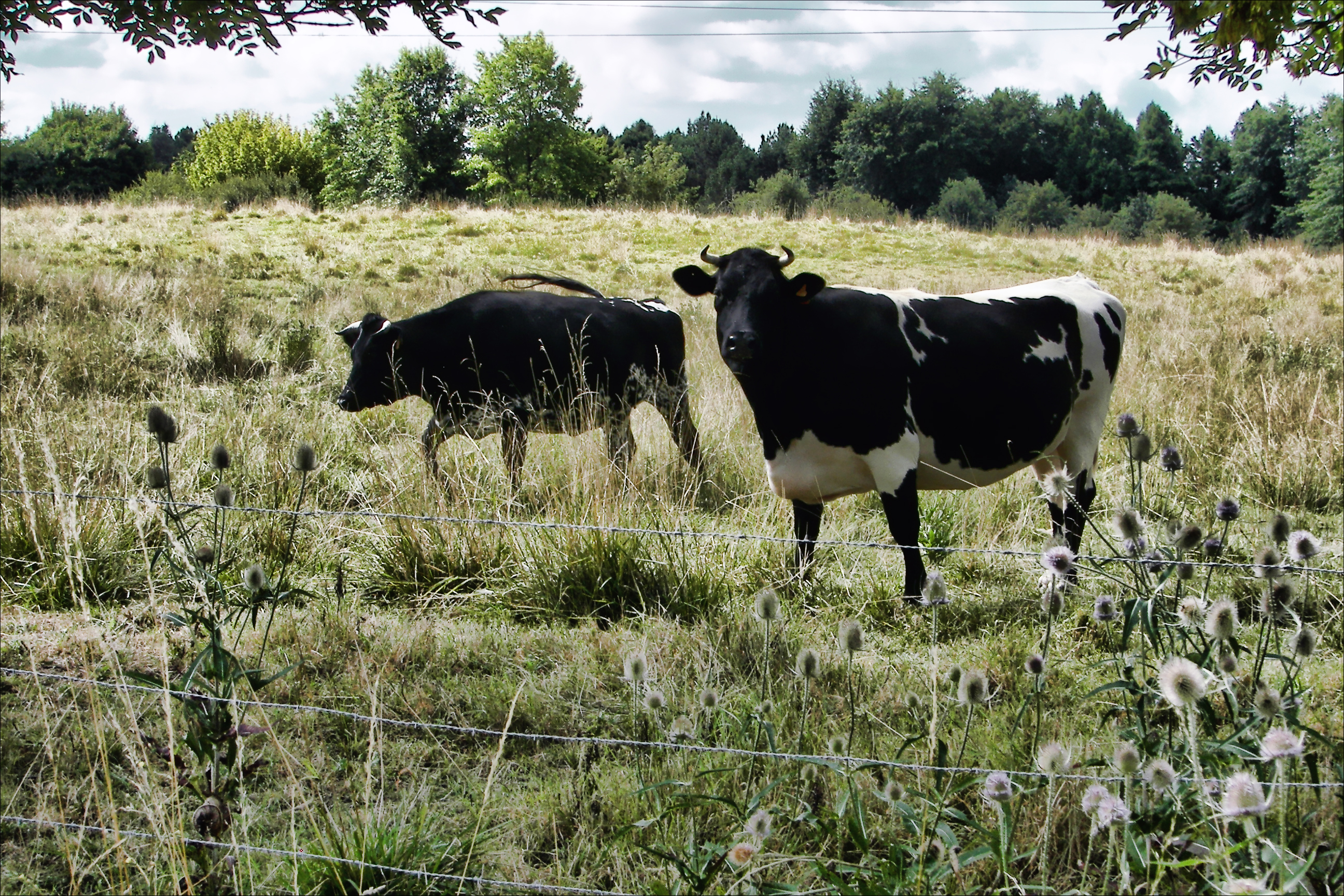
Vaches bordelaises près de Bordeaux.

Elle est de taille moyenne, de robe pie noire avec comme particularité que la tête et les quatre membres sont toujours noirs, ce qui la différentie des autres races pie noire. La répartition des taches est localisée sur le dos, le ventre et la partie arrière des flancs. Les taches noires sont plus ou moins découpées. Les larges taches noires latérales constituent la robe dite bayret ou beyrette alors que les taches finement découpées constituent une robe pigaillée.
La mamelle est bien formée, souvent blanche rayée de noir ou marbrée avec les trayons noirs. La vulve et la bout de la queue sont le plus souvent noirs.
La tête est fine et longue, les naseaux et la langue sont noirs. Les cornes courtes sont de couleur foncée.
Il existe des robes de couleur rouge froment avec exactement la même répartition que celle des robes noires. 

## Production
Historiquement, la race était une très bonne laitière pour son époque. Son lait et son beurre étaient réputés. Tous les centres urbains de la région Aquitaine étaient approvisionnés essentiellement pas des vaches Bordelaises.
Actuellement, la race bordelaise est utilisée à deux fins : comme race allaitante pour beaucoup d'éleveurs qui commercialisent des veaux en vente directe et comme race laitière pour d'autres dans des systèmes à l'herbe et en plein air intégral. Plusieurs éleveurs produisent du lait, des yaourts et du beurre.
Les vaches bordelaises sont d'une grande rusticité, frugales et économes. Elle valorisent tous les types de fourrage que ce soit en prairies naturelles ou en sous-bois et landes plus pauvres. Ces qualités permettent aux éleveurs de réduire leur couts d'élevage en race bordelaise.

## Gestion de la population
Un programme de conservation de la race a été lancé depuis 1987 par le Conservatoire des Races d'Aquitaine qui vise à développer l'effectif, tout en maintenant au maximum la variabilité génétique de la population. Le Conservatoire assure un suivi précis de toutes les familles maternelles d'origine et de toutes les lignées mâles afin de préserver la génétique de la race.
L'effectif de la race bordelaise a rapidement progressé passant à une centaine de vaches dans les années 2000 puis 200 en 2018. En 2024, la race compte 550 vaches. Le nombre d'éleveurs a lui même augmenté pour atteindre 110 élevages en 2024.
Les taureaux reproducteurs utilisés en monte naturelle sont au nombre de 25 à 30 et les éleveurs peuvent également avoir accès à l'insémination animale. Le Conservatoire des Races d'Aquitaine met à la disposition des éleveurs une banque de semence comprenant 15 taureaux disponibles pour les élevages.
La race bordelaise est gérée par l'Organisme de Sélection des Races Locales de Nouvelle Aquitaine en lien avec le Conservatoire des Races d'Aquitaine. Les éleveurs sont regroupés dans l'association nationale de la Race Bordelaise.

## Sources